# Hluk
Hluk (en allemand : Hulken) est une ville du district d'Uherské Hradiště, dans la région de Zlín, en Tchéquie. Sa population s'élevait à 4 372 habitants en 2020.

## Géographie
Hluk se trouve à 9 km au sud-sud-est d'Uherské Hradiště, à 29 km au sud-sud-ouest de Zlín, à 71 km à l'est-sud-est de Brno et à 254 km au sud-est de Prague.
La commune est limitée par Uherské Hradiště et Podolí au nord, par Vlčnov et Dolní Němčí à l'est, par Boršice u Blatnice, Blatnička et Blatnice pod Svatým Antonínkem au sud, et par Ostrožská Lhota, Ostrožská Nová Ves et Kunovice à l'ouest.

## Histoire
La première mention écrite de la localité date de 1294.

## Fêtes
- La Chevauchée des Rois, qui se déroule tous les trois ans à Hluk, est inscrite sur la Liste représentative du patrimoine culturel immatériel de l’humanité de l'UNESCO[4].

## Personnalités
- Dominik Černý (1903-1973), peintre
- František Hořínek (1887-1977), professeur, chroniqueur
- František Kožík (1909-1997), écrivain
- František Omelka (1904-1960), écrivain, espérantiste
- Jan Smital (1896–1955), peintre
- Antonín Zelnitius (1876-1957), archéologue

## Sources
- (cs) Cet article est partiellement ou en totalité issu de l’article de Wikipédia en tchèque intitulé « Hluk » (voir la liste des auteurs).

- (de) Cet article est partiellement ou en totalité issu de l’article de Wikipédia en allemand intitulé « Hluk » (voir la liste des auteurs).